# Ministri dell'ambiente della Germania
I ministri dell'ambiente della Repubblica Federale Tedesca dal 1986 ad oggi sono i seguenti.

## Lista
| Ministro                                                                          | Ministro        | Ministro          | Partito                               | Governo            | Inizio           | Fine             |
| --------------------------------------------------------------------------------- | --------------- | ----------------- | ------------------------------------- | ------------------ | ---------------- | ---------------- |
| Ambiente, conservazione della natura, sicurezza nucleare                          |                 |                   |                                       |                    |                  |                  |
|                                                                                   |                 | Walter Wallmann   | Unione Cristiano Democratica          | Governo Kohl II    | 6 giugno 1986    | 11 marzo 1987    |
| Governo Kohl III                                                                  | 11 marzo 1987   | Walter Wallmann   | Unione Cristiano Democratica          | 22 aprile 1987     |                  |                  |
|                                                                                   |                 | Klaus Töpfer      | Unione Cristiano Democratica          | Governo Kohl III   | 7 maggio 1987    | 18 gennaio 1991  |
| Governo Kohl IV                                                                   | 18 gennaio 1991 | Klaus Töpfer      | Unione Cristiano Democratica          | 17 novembre 1994   |                  |                  |
|                                                                                   |                 | Angela Merkel     | Unione Cristiano Democratica          | Governo Kohl V     | 17 novembre 1994 | 26 ottobre 1998  |
|                                                                                   |                 | Jürgen Trittin    | Alleanza 90/I Verdi                   | Governo Schröder I | 27 ottobre 1998  | 22 ottobre 2002  |
| Governo Schröder II                                                               | 22 ottobre 2002 | Jürgen Trittin    | Alleanza 90/I Verdi                   | 22 novembre 2005   |                  |                  |
|                                                                                   |                 | Sigmar Gabriel    | Partito Socialdemocratico di Germania | Governo Merkel I   | 22 novembre 2005 | 28 ottobre 2009  |
|                                                                                   |                 | Norbert Röttgen   | Unione Cristiano Democratica          | Governo Merkel II  | 28 ottobre 2009  | 22 maggio 2012   |
|                                                                                   |                 | Peter Altmaier    | Unione Cristiano Democratica          | Governo Merkel II  | 22 maggio 2012   | 17 dicembre 2013 |
| Ambiente, conservazione della natura, infrastrutture, sicurezza nucleare          |                 |                   |                                       |                    |                  |                  |
|                                                                                   |                 | Barbara Hendricks | Partito Socialdemocratico di Germania | Governo Merkel III | 17 dicembre 2013 | 14 marzo 2018    |
| Ambiente                                                                          |                 |                   |                                       |                    |                  |                  |
|                                                                                   |                 | Svenja Schulze    | Partito Socialdemocratico di Germania | Governo Merkel IV  | 14 marzo 2018    | 8 dicembre 2021  |
| Ambiente, conservazione della natura, sicurezza nucleare e tutela dei consumatori |                 |                   |                                       |                    |                  |                  |
|                                                                                   |                 | Steffi Lemke      | Alleanza 90/I Verdi                   | Governo Scholz     | 8 dicembre 2021  | 6 maggio 2025    |
|                                                                                   |                 | Carsten Schneider | Partito Socialdemocratico di Germania | Governo Merz       | 6 maggio 2025    | in carica        |